# Vernaisson
Die Vernaisson (auch: Vernaison geschrieben) ist ein Fluss in Frankreich, der in der Region Auvergne-Rhône-Alpes verläuft. Sie entspringt im Regionalen Naturpark Vercors im Gemeindegebiet von Saint-Agnan-en-Vercors und entwässert zunächst in nördlicher Richtung. Nach etwa 15 Kilometern wendet sie sich gegen Nordwesten, bricht in der engen Schlucht Grands Goulets in das Tal von Échevis ein und verlässt dieses ebenso spektakulär in mehreren Kaskaden. Nach insgesamt rund 32 Kilometern mündet sie an der Gemeindegrenze von Sainte-Eulalie-en-Royans und Pont-en-Royans als linker Nebenfluss in die Bourne. Auf ihrem Weg durchquert die Vernaisson das Département Drôme und bildet in ihrem Mündungsabschnitt die Grenze zum Département Isère.

## Orte am Fluss
(Reihenfolge in Fließrichtung)
- Saint-Agnan-en-Vercors
- La Chapelle-en-Vercors
- La Cure, Gemeinde Échevis
- Sainte-Eulalie-en-Royans

## Sehenswürdigkeiten
- Grands Goulets, Schluchten unterhalb von Les Baraques en Vercors
- Cascade Verte, Cascade Blanche, Wasserfälle bei den Petits Goulets, oberhalb von Sainte-Eulalie-en-Royans